# Rock and Roll (singel)
Rock and Roll – wydany na singlu utwór angielskiej grupy rockowej Led Zeppelin. Mała płyta promowała czwarte – pozbawione tytułu – wydawnictwo formacji, nieformalnie nazwane IV. Autorami kompozycji byli gitarzysta Jimmy Page, wokalista Robert Plant, basista John Paul Jones i perkusista John Bonham.
Na portalu Rate Your Music określono go jako reprezentującego m.in. gatunki hard rock, boogie rock i rock and roll. 

## Nagranie
Nagrań dokonano na przełomie 1970 i 1971 roku, w Headley Grange w hrabstwie Hampshire (Wielka Brytania), przy pomocy Rolling Stones Mobile Studio. Utwór został zmiksowany przez Andy’ego Johnsa w londyńskich studiach nagraniowych Island i Olympic. Johns ponadto odpowiadał za inżynierię dźwięku.

## Lista utworów
A. „Rock and Roll” – 3:40 (Page/Plant/Jones/Bonham)

B. „Four Sticks” – 4:42 (Page/Plant)

## Twórcy
- Jimmy Page – gitara elektryczna, produkcja
- Robert Plant – śpiew
- John Bonham – perkusja
- John Paul Jones – gitara basowa
- Ian Stewart – klawisze

## Nawiązania do utworu
W 2002 roku utwór został wykorzystany przez amerykański koncern motoryzacyjny General Motors, w serii reklam samochodów marki Cadillac. Był to pierwszy utwór formacji wykorzystany w reklamie.

## Inne wersje
Piosenka była interpretowana przez wielu wykonawców, m.in.:
- 1980 – Heart
- 1989 – Skid Row, Mötley Crüe
- 2007 – Stevie Nicks
- 2008 – Steve Lukather